# Zvonik
Zvonik, tudi cerkveni stolp ali turn (iz nemško Turm – stolp) je gradbeni objekt, največkrat sestavni del cerkve, z veliko višino v primerjavi s tlorisno površino. V preteklosti so za gradnjo največkrat uporabljali kamen ali pa opeko. Danes se gradijo večinoma betonski zvoniki. V zvoniku je en ali več zvonov. Zvonik lahko stoji samostojno ali pa je povezan s cerkvijo oziroma kapelo. Cerkve imajo lahko tudi več zvonikov ali pa so brez njega.
Z zvoniki je povezano tudi pritrkovanje, to je igranje na zvonove.
Na zvonikih so mnogokrat ure, saj si včasih ljudje niso mogli privoščiti svojih ur in so tako lahko izvedeli koliko je ura na najbližjem zvoniku. Prav tako je temu namenu služilo in še danes služi bitje ur in četrtov na zvonove.
Na vrhovih zvonikov pod križem so včasih čebulne krogle, v katerih so, denimo, podatki o župniku in cerkvenih dostojanstvenikih v času gradnje, pa tudi podatki o tem, kdo je ob končanju vodil državo, priložen je denar tega obdobja in podobna druga pričevanja.
Najvišji cerkveni zvonik na svetu ima glavna cerkev v Ulmu v Nemčiji, ki v višino meri 161,5 metra (glej tudi Seznam najvišjih cerkva na svetu). Trenutno je še vedno v gradnji bazilika svete Družine, Barcelona, ki bo ob dokončanju imela najvišji zvonik na svetu, visok 172,5 metra. Bazilika bo hkrati tudi cerkev z največ zvoniki oziroma stolpi na svetu, skupno 18.

## Galerija
- Samostoječi zvonik cerkve sv. Mavra, Izola
- Trije zvoniki cerkve sv. Trojice, Sveta Trojica v Slovenskih Goricah
- Zvonik na preslico cerkve sv. Križa, Škoflje
- Okrogli zvonik cerkve sv. Antona Padovanskega, Beograd
- Cerkev sv. Alojzija, Maribor, nima zvonika
- Poševni stolp v Pisi je samostoječi zvonik stolnice Marijinega vnebovzetja
- Zvonik sv. Marka, Benetke, je samostoječi zvonik stolnice sv. Marka
- Štirje zvoniki stolnice sv. Petra in Pavla, Pécs
- Glavna cerkev v Ulmu z najvišjim zvonikom na svetu (161,5 m)
- Bazilika svete Družine, Barcelona (leta 2020)
- Nedokončana zvonika episkopalne stolnice sv. Janeza Evangelista, New York
- Nekdanja zvonika bazilike sv. Petra, Vatikan (okoli leta 1630)
- Cerkev sv. Jakoba, Ljubljana, z zvonikoma, podrtima po potresu leta 1895 (slikano leta 1894)